# Restituzione
Con restituzione o risarcimento in forma specifica si intende una tutela fornita da un ordinamento giuridico con la quale si ristabilisce uno status quo ante modificato illegittimamente o sine causa. Affondando le radici dal diritto romano, è una delle forme di tutela più antiche del diritto civile europeo ed è prevista anche dall'ordinamento italiano. Si distingue nettamente dal risarcimento in quanto quest'ultimo non ripristina uno status precedente bensì neutralizza economicamente un danno. La restituzione, invece, riguarda una situazione di fatto alterata.
Con il termine restituzione si fa anche riferimento alla riconsegna di un bene culturale a un individuo, a un gruppo sociale o a una nazione con l'intento di sanare un'ingiustizia passata o in corso ancora oggi. 

## Fondamenti
La tutela restitutoria può avere due tipi di fondamento a seconda di ciò che si restituisce. Di fronte a un diritto soggettivo, quale la proprietà, sarà molto facile attuare tale tutela in quanto troverà fondamento direttamente nel diritto, il quale è previsto direttamente dalla legge. È ovviamente palese ritenere un proprietario legittimato a chiedere la restituzione di un proprio bene di cui è stato spossessato.
Ma la restituzione è importante anche per un'altra fattispecie molto differente, quella dell'ingiustificato arricchimento: in questo caso non c'è un diritto violato ma uno spostamento patrimoniale che non ha alcuna giustificazione economica, non derivante cioè da alcuna obbligazione o da alcun negozio. Il fondamento in questo caso poggia le sue basi sul regime della circolazione dei beni.
A causa della diversità delle due situazioni fronteggiate dal rimedio, si discute in dottrina sulla possibilità che non esiste un'unitaria rimedio restitutorio. In effetti a ben vedere nel caso di diritto violato la tutela avrà carattere reale, mentre nell'altro caso necessariamente personale; inoltre nel primo caso avrà ad oggetto la restituzione di uno specifico bene, nel secondo non necessariamente, potendo anche essere uno spostamento di meri valori. Tuttavia per dottrina autorevole si tratta di un unico rimedio, in quanto agisce sempre e comunque contro una situazione di fatto che contrasta con quella di diritto, a prescindere poi dalla diversità intrinseca della fattispecie concretamente da tutelare, al quale la restituzione andrà poi adattata.
Più difficile è collegare questa forma di tutela, sorta storicamente a ridosso dell'illecito e con forti connotazioni sanzionatorie, all'arricchimento ingiustificato che invece non richiede né un illecito, né una causa ingiusta, bensì la mancanza stessa della causa. È con una clausola generale l'art 2041 c.c. a fornire un divieto di arricchirsi senza causa, ma viene immediatamente ridimensionato dall'articolo successivo che lo relega ad azione sussidiaria, qualora possa essere utilizzata una tutela differente.

### Obbligazione restitutoria
Come specificato sopra, i rimedi di tutela apprestati dall'ordinamento sono eterogenei a seconda della situazione concreta.
Per una violazione della proprietà è prevista semplicemente un'azione esperibile dal proprietario, solitamente di rivendica o inibitoria.
Molto più articolata è la questione relativa all'arricchimento ingiustificato. Il dato principale è che sorge un'obbligazione restitutoria in campo all'arricchito nei confronti dell'impoverito, ma modalità e forme possono divergere significativamente. La restituzione può essere infatti reale qualora si tenda a restituire la stessa cosa o il suo valore, oppure patrimoniale se si restituisce il solo arricchimento conseguito.
Nel nostro codice non c'è una preferenza verso l'uno o l'altro metodo: se da varie disposizioni sembra essere quello patrimoniale (ad esempio dove si dispone che la misura dell'arricchimento deve essere valutata dal momento della domanda giudiziale), dottrina e giurisprudenza sembrano preferire la concezione reale temendo che quella patrimoniale renda troppo debole una tutela già di per sé residuale, specialmente in ambito probatorio.
In realtà nel codice civile sembra sia in vigore un sistema misto tra reale e patrimoniale, da attuare a seconda dello stato soggettivo dell'accipiens: si avrà concezione reale in caso di malafede e patrimoniale viceversa.

## Restituzione di beni culturali
La restituzione (o il rimpatrio) dei beni culturali è la riconsegna di un bene culturale a un individuo, a un gruppo sociale o a una nazione con l'intento di sanare un'ingiustizia passata o in corso ancora oggi. 

### Storia delle restituzioni dei beni culturali
La restituzione dei beni culturali è una pratica presente nella storia. Già nel 539 a.C. è documentata nella Bibbia la restituzione ordinata dal re persiano Ciro di riportare sacre reliquie da Babilonia al tempi di Gerusalemme. Al termine delle guerre napoleoniche dopo il 1815 viene disposto che siano restituite ai loro paesi d'origine le opere d'arte requisite da Napoleone con l'obiettivo di ristabilite un ordine. Dopo il 1945, alla fine della Seconda guerra mondiale viene avviato il programma "Monumenti, arti e archivi" (Monuments, Fine Arts and Archives) delle forze alleate per rintracciare e restituire opere trafugate dai nazisti, sottratte alle famiglie ebree o vendute all'asta in modo forzato e sotto minaccia.
La questione della restituzione è portata avanti dalle comunità indigene o autoctone, in particolare nelle ex-colonie britanniche quali Australi,a Canada, Nuova Zelanda e Stati Uniti all'interno delle stesse nazioni. Tra i casi più noti vi è la battaglia ìdalla comunità Kwakiutl del Canada che ha portato alla costituzione del museo e centro di ricerca U'mista Cultural Society e alla restituzione degli oggetti associati al Potlatch.
A novembre 2017 il tema della restituzione riemerge con nuovo vigore e con riferimento alla decolonizzazione e alle relazioni tra nazioni coloniali ed ex colonie all'interno del discorso tenuto da Emmanuel Macron all'università di Ouagadougou in Burkina Faso durante il quale 6 mesi prima della sua elezione come presidente francese parla del rimpatrio dei beni cultuali. Il discorso è seguito da uno studio commissionato nel 2018 a Felwine Sarr e Bénédicte Savoy che fa emergere l’importanza di una nuova etica relazionale.

### Legislazione e accordi internazionali relativi alla restituzione dei beni culturali
Nel 1998 si svolge a Washington la conferenza "Washington Conference on Holocaust-Era Assets" alla quale partecipano e aderiscono 45 nazioni e che stabilisce una serie di 11 principi guida applicabili alle opere d'arte confiscate dai nazisti. I principi non sono vincolanti ma hanno la capacità di aiutare nella risoluzione di questioni riguardanti le opere confiscate dal regime nazista.
1. Le opere d’arte confiscate dal regime nazista e non restituite successivamente dovrebbero essere identificate.
2. I dati e gli archivi rilevanti dovrebbero essere accessibili ai ricercatori, in conformità alle direttive del Consiglio internazionale degli archivi.
3. Risorse e personale dovrebbero essere messi a disposizione per facilitare l’identificazione delle opere d’arte confiscate dal regime nazista e non restituite successivamente.
4. Nell’ambito dell’individuazione di opere d’arte confiscate dal regime nazista e non restituite successivamente, occorre tenere conto delle inevitabili lacune o ambiguità inerenti alla loro provenienza, considerati il tempo trascorso e le particolari circostanze legate all’Olocausto.
5. Vanno intrapresi sforzi per rendere pubbliche le opere d’arte confiscate dal regime nazista e non restituite successivamente e reperire i proprietari dell’anteguerra o i loro eredi.
6. Vanno intrapresi sforzi per elaborare un registro centrale d'informazioni in merito.
7. I proprietari dell’anteguerra o i loro eredi vanno incoraggiati ad annunciarsi e a rendere note le proprie rivendicazioni riguardo a opere d’arte confiscate dal regime nazista e non restituite successivamente.
8. Se i proprietari dell’anteguerra o gli eredi di un’opera d’arte confiscata dal regime nazista e non restituita successivamente possono essere identificati, dovrebbero essere tempestivamente intraprese delle misure per proporre una soluzione giusta ed equa, tenendo in debita considerazione che, a dipendenza del caso specifico, essa può variare.
9. Se i proprietari dell’anteguerra o gli eredi di un’opera d’arte confiscata dal regime nazista non possono essere identificati, dovrebbero essere tempestivamente intraprese delle misure per proporre una soluzione giusta ed equa.
10. Le commissioni e gli altri organi istituiti per identificare le opere d’arte confiscate dal regime nazista e per trattare le questioni concernenti il diritto di proprietà dovrebbero essere composti in modo equilibrato.
11. Le nazioni vanno sollecitate a elaborare processi nazionali che consentano di attuare questi principi, soprattutto se sono legati a meccanismi alternativi per risolvere questioni riguardanti il diritto di proprietà[6].

In particolare ha un forte impatto la richiesta di "proporre una soluzione giusta ed equa" (punto 9) che sarà direttamente collegato alle successive azioni delle nazioni coinvolte.

### Questioni relative e connesse alla restituzione dei beni culturali
Il tema della restituzione dei beni cultuali implica lo studio sulla provenienza dei beni culturali e fa in particolare riferimento ai diritti delle comunità indigene o autoctone, alle dinamiche di potere, alla decolonizzazione e alla storia coloniale, alla storia della Seconda guerra mondiale e della Shoah e ai beni trafugati illegalmente da scavi illegali. 
Tra i beni oggetto di restituzione vi sono i resti umani, i beni rubati o quelli provenienti da scavi illegali, le proprietà degli ebrei e dei nemici del regime nazista sequestrate durante la Seconda guerra mondiale e la Shoah e i beni sottratti con la forza durante episodi di particolare violenza (tra questi vi sono i saccheggi francesi in Africa occidentale durante l'assalto di Ségou del 1890 e l'assalto a Abomey del 1892, e i saccheggi inglesi durante l'assalto di Magdala sede dell'imperatore abissino del 1868 oggi in Etiopia, l'assalto di Kumasi dell'impero Ashanti del 1874 ora in Ghana, l'assalto a Benin City del 1897 dove si trovava il palazzo reale ora in Nigeria, il saccheggio e l'incendio del Palazzo d'Estate in Cina).  
Tra le questioni relative o connesse alla restituzione dei beni culturali vi sono dunque:  
- la legislazione e gli accordi internazionali per la protezione dei beni culturali e la loro applicazione
- la protezione dei diritti delle popolazioni indigene o autoctone e del loro patrimonio
- le ricerche sulla provenienza dei beni cultuali
- la restituzione dei resti umani
- traffico illecito, furti di beni culturali e scavi illegali
- il codice etico dei musei, ruolo e responsabilità

### Restituzioni per nazione

#### Restituzioni del Belgio
Il Belgio crea nel 2020 una commissione per indagare sul passato coloniale nazionale, con lo stato indipendente del Congo (1885-1908), il passato coloniale belga in Congo (1908-1960) e di Ruanda e Burundi (1919-1962).
Nel 2021 l'AfricaMuseum – il museo reale dell'Africa centrale di Tervuren inserisce la provenienza nelle didascalie di tutto il museo.

#### Restituzioni della Francia
Nel 2017 Emmanuel Macron all'università di Ouagadougou in Burkina Faso 6 mesi prima della sua elezione come presidente francese fa un discorso in parla del rimpatrio dei beni cultuali. Nel 2018 viene pubblicato uno studio commissionato a Felwine Sarr e Bénédicte.
Nel 2000 viene approvata una legge che prevede la riconsegna di 27 opere a Benin e Senegal.

#### Restituzioni della Germania
Nel 2019 viene pubblicato in Germania un documento che si focalizza sui punti chiave per un approccio alle collezioni di provenienza coloniale e viene costituita una commissione. 
Nel 2021 vengono restituiti alla Nigeria bronzi del Benin. 

#### Restituzioni della Gran Bretagna
La Gran Bretagna ha una legislazione che impedisce ancora oggi ai Trustees di vendere, alienare o donare oggetti che rientrano nel patrimonio museale. Questa legislazione nasce da un atto parlamentare del 1753 ed è ancora presente nel British Museum Act del 1963. 
Tra i casi più noti al mondo di richieste di restituzione vi è il contenzioso ancora non risolto sui marmi del Partenone, che coinvolge Grecia e il British Museum.
Nel 2019 sono state consegnate dalla British Library all'Etiopia le digitalizzazioni dei manoscritti di Magdala che sono state finanziate nell'abito del progetto Heritage Made Digital.

#### Restituzioni dell'Italia

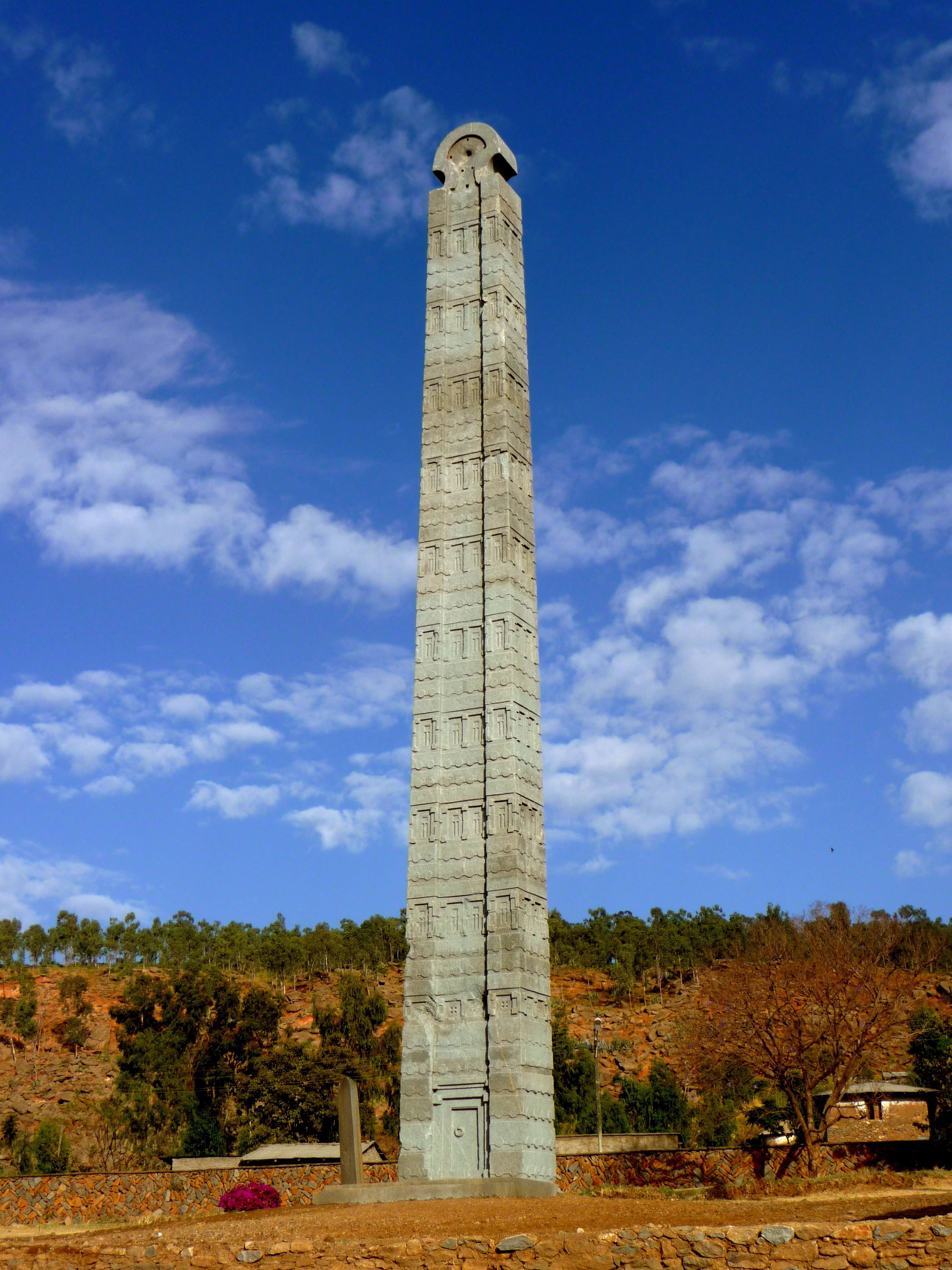
La Stele di Axum, portata in Italia nel 1937 e restituita all'Etiopia nel 2005

L'Italia avvia un processo di restituzioni alle sue colonie tra i primi in Europa e nel mondo. Tra i casi più celebri è della restituzione della Stele di Axum, portata in Italia nel 1937 e restituita all'Etiopia nel 2005 e la restituzione alla Libia della statua della Venere di Cirene portata in Italia nel 1913 e rimpatriata nel 2008.

#### Restituzioni negli Stati Uniti
Nel 1998 si svolge a Washington DC la conferenza "Conferenza di Washington sui beni dell'era dell'Olocausto" ("Washington Conference on Holocaust-Era Assets") che definisce 11 principi guida tra i quali  
Nel 2016 il congresso approva una legge per assistere le vittime o gli eredi nel recupero delle opere d'arte

#### Restituzioni della Svizzera
Nel 1998 una serie di musei svizzeri firmano una dichiarazione applicabile ai beni culturali confiscati sotto il regime nazionalsocialista e durante la seconda Guerra mondiale in cui dichiarano che "In linea di principio, i musei d’arte firmatari deplorano l’appropriazione indebita di beni culturali e sostengono gli sforzi tesi a restituire tali oggetti ai relativi proprietari o eredi oppure a trovare una soluzione consona per entrambe le parti.
Dal 2016 l'ufficio federale della Svizzera sostiene ricerche sulla provenienza delle opere di musei pubblici e privati. 
All'università di Ginevra nell'Art Law Centre – cattedra UNESCO in diritto internazionale per la protezione del patrimonio culturale – è stata creata a partire dal 2010 la banca dati ArThemis che presenta casi di dispute internazionali per la restituzione di opere e offre una serie di modelli alternativi per la loro risoluzione.